# Ekwiwalent (ekonomia)
Ekwiwalent – towar, w którym jest wyrażona wartość innego towaru.